# 川越市立特別支援学校
川越市立特別支援学校（かわごえしりつ とくべつしえんがっこう）は、埼玉県川越市宮下町一丁目にある公立特別支援学校。知的障害者を教育対象とする。

## 校歌
山口進啓作詞、中山大三郎作曲で「ひかりの讃歌」と副題がある。

## 学部
かつては小学部と中学部もあったが、現在は高等部のみとなっている。

## 沿革
- 1964年4月1日：開校。小学部と中学部で発足。
- 1966年4月1日：高等部設置。
- 1972年4月1日：埼玉県立川越養護学校開校に伴い小学部および中学部を廃止。高等部のみとなる。
- 2010年4月1日：学校名を「川越市立特別支援学校」に変更。